# Jagdish Singh (zapaśnik)
Jagdish Singh (ur. 17 kwietnia 1970) – indyjski zapaśnik walczący w stylu wolnym. Zajął jedenaste miejsce na mistrzostwach świata w 1998. Siódmy na igrzyskach azjatyckich w 1998. Srebrny medalista mistrzostw Azji w 1991. Czwarty na igrzyskach Wspólnoty Narodów w 1994. Brązowy medalista mistrzostw Wspólnoty Narodów w 1993  roku.